# Monroe (Nebraska)
Monroe è un comune degli Stati Uniti d'America, situato nello Stato del Nebraska, nella contea di Platte.

## Storia
Un primo insediamento a Monroe fu creato negli anni 1850. Monroe non venne pianificata fino al 1889 quando la ferrovia estese i binari in questo punto. Prende il nome dal presidente James Monroe.